# 阿庫什內特 (麻薩諸塞州)
阿庫什內特（英語：Acushnet）是一個位於美國麻薩諸塞州布里斯托縣的鎮。

## 人口
根據2020年美國人口普查的數據，阿庫什內特的面積為49.10平方千米，當中陸地面積為47.70平方千米，而水域面積為1.40平方千米。當地共有人口10559人，而人口密度為每平方千米215人。